# Sarmatia euphrionalis
Sarmatia euphrionalis là một loài bướm đêm trong họ Erebidae.